# 沃伯格家族
沃伯格家族（英語：Warburg family）是一个著名的德国犹太人后裔的美国银行家族。该家族的主要成就分布于投资银行、法律、物理学、古典音乐、美术史、药理学、生理学、金融、私人股权投资和慈善等行业。
沃伯格家族源于一个来自威尼斯的犹太银行家族，此家族为16世纪最富有的威尼斯家族之一。随着对银行业和犹太人的限制，家族移居至了博洛尼亚，然后又移居至了德国的瓦尔堡，也就是在这里他们将家族姓氏改为了瓦尔堡。
17世纪，家族事业在汉堡附近的阿尔托那重振，也正是在这里，M·M·沃伯格公司于1798年成立，成为世界上现存最久的投资银行之一。家族成员建立的银行有：M·M·沃伯格公司，华平投资，S·G·沃伯格（后成为瑞银集团分支)。

## 知名成员

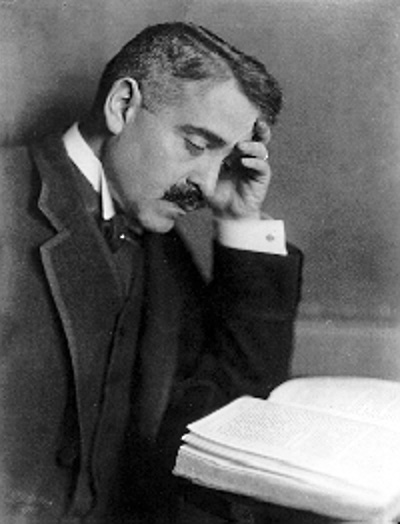
阿比·沃伯格

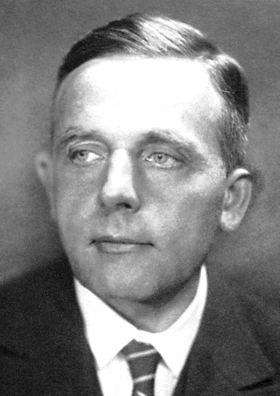
奥托·海因里希·瓦尔堡, 1931

- 摩西·马库斯·沃伯格（1763年–1830年）：和他的弟弟格尔森·沃伯格（英语：Gerson Warburg）（1765年–1825年）于1798年创建M·M·沃伯格公司（英语：M. M. Warburg & Co.）。
  -  莎拉·沃伯格（1805年–1884年）嫁给其堂兄亚伯拉罕·塞缪尔·沃伯格（1798年–1856年）[3]
    - 罗莎·沃伯格（1833年–1908年）：嫁维也纳联合信贷（英语：Creditanstalt）董事长保罗·希夫（英语：Paul Schiff (banker)）
    - 西格蒙德·沃伯格（1835年–1889年）：娶西奥菲勒·罗森伯格
      - 亚伯拉罕·塞缪尔·沃伯格（1864年–1933年）
      -  乔治·加布里埃尔·沃伯格（1871年–1923年）
        -  西格蒙德·乔治·沃伯格（英语：Siegmund George Warburg）（1902年–1982年)：伦敦S·G·沃伯格公司（英语：S. G. Warburg & Co）创始人

    -  莫里茨·M·沃伯格（英语：Moritz M. Warburg）（1838年–1910年）：娶夏洛特·奥本海姆
      - 阿比·瓦尔堡（1866年–1929年）：德国艺术史家
      - 马克斯·M·沃伯格（英语：Max Warburg）（1867年–1946年）：银行家
        -  埃里克·M·沃伯格（英语：Eric M. Warburg）（1900年–1990年）：华平投资创始人，娶多萝西娅·特罗实
          -  马克斯·沃伯格
            -  玛丽·沃伯格：嫁麦克·瑙曼（英语：Michael Naumann）（1941年–）：记者

      - 保罗·沃伯格（1868年–1932年）：联邦储备系统之父，1895年娶所罗门·罗卜（英语：Solomon Loeb）之女妮娜·罗卜（1863年–1912年）
        -  詹姆斯·沃伯格（英语：James Warburg）（1897年–1969年）：经济学家，银行家，富兰克林·德拉诺·罗斯福顾问，娶凯·斯威夫特（英语：Kay Swift）（1897年–1993年）
          -  安德里亚·斯威夫特·沃伯格，娶西德尼·考夫曼
            -  凯瑟琳·考夫曼·韦伯（英语：Katharine Weber）（1955年–）：小说家，嫁尼古拉斯·福克斯·韦伯

      - 凯瑟琳·沃伯格（英语：Katharine Warburg）（1870年–1935年）：嫁艾萨克·多尔夫曼（1868年–1929年），慈善家，银行家
      - 菲利克斯·M·沃伯格（英语：Felix M. Warburg）（1871年–1937年）：纽约库恩罗卜公司银行家，慈善家，1895年娶雅各布·希夫之女弗里达·希夫（1876年–1958年）
        - 杰拉德·菲利克斯·沃伯格（英语：Gerald Felix Warburg）：知名大提琴演奏家及指挥家，嫁纳提加·纳仕（1905年–1987年），康泰·纳仕（英语：Condé Montrose Nast）之女
        -  爱德华·沃伯格（英语：Edward Warburg）（1908年–1992年）：慈善家，艺术品鉴赏家
          -  大卫·M·沃伯格：律师，赛法特·肖（英语：Seyfarth Shaw）合伙人[4]
            -  伊恩·沃伯格：娶简·格林（英语：Jane Green (author)）（1968年–），作家，慈善家

      - 奥尔加·沃伯格（1872年–1895年）
      - 弗里茨·M·沃伯格（1879年–1962年），第一次世界大战期间居住在斯德哥尔摩
      -  路易莎·沃伯格（1879年–1973年）：嫁朱利叶斯·德伦伯格（1873年–1928年）
        -  沃尔特·朱利叶斯·德伦伯格（英语：Walter Julius Derenberg）（1903年–1975年）：法律学者

亲属
- 埃米尔·沃伯格（1846年–1931年）：德国物理学家
- 奥托·海因里希·瓦尔堡（1883年–1970年）：生理学家及生物化学家（1931年诺贝尔医学奖）
- 奥托·瓦尔堡（1859年–1938年）：植物学家及世界犹太复国主义组织主席

## 延伸閱讀
- Attali, Jacques. . Bethesda, MD: Adler & Adler. 1985. ISBN 0-917561-36-8.
- Chernow, Ron. . New York: Random House. 1993. ISBN 0-679-41823-7.
- Farrer, David. . New York: Stein and Day. 1974. ISBN 0-8128-1733-8.
- Ferguson, Niall. . New York: Penguin Press. 2010. ISBN 978-1-59420-246-9.
- Klessmann, Eckart. . Hamburg. 2004.
- Rosenbaum, Eduard. . London. 1962.
- Slovin, Francesca Cernia. . Venezia: Marsilio. 1995. ISBN 88-317-6088-2.